# Lijst van gemeentelijke monumenten in Stichtse Vecht
De gemeente Stichtse Vecht heeft 83 gemeentelijke monumenten. Hieronder een overzicht. 

## Breukelen
De plaats Breukelen kent 37 gemeentelijke monumenten:
| Object                                                       | Bouwjaar  | Architect                     | Locatie                    | Coördinaten                   | Nr.     | Afbeelding                                                   |
| ------------------------------------------------------------ | --------- | ----------------------------- | -------------------------- | ----------------------------- | ------- | ------------------------------------------------------------ |
| Vakantiewoning Reigerhorst                                   | 1937      |                               | Aan de Kalverstraat ong.   | 52° 10' 37" NB, 5° 2' 30" OL  | 1904/1  | Upload foto                                                  |
| Graanpakhuis De Vijfhoek                                     | 1890      |                               | Brouwerij 3                | 52° 10' 17" NB, 5° 0' 19" OL  | 1904/2  | Graanpakhuis De Vijfhoek                                     |
| Kaaspakhuis                                                  | 1898      |                               | Brugstraat 5               | 52° 10' 20" NB, 5° 0' 15" OL  | 1904/3  | Kaaspakhuis                                                  |
| Woonhuis                                                     | 17de eeuw |                               | Brugstraat 16/18           | 52° 10' 20" NB, 5° 0' 16" OL  | 1904/4  | Woonhuis                                                     |
| Woonhuis                                                     | 1949      |                               | Brugstraat 22              | 52° 10' 20" NB, 5° 0' 17" OL  | 1904/5  | Woonhuis                                                     |
| Woonhuis                                                     | rond 1700 |                               | Dannegracht 11             | 52° 10' 18" NB, 5° 0' 16" OL  | 1904/7  | Upload foto                                                  |
| Woonhuis                                                     | 17de eeuw |                               | Herenstraat 18             | 52° 10' 21" NB, 5° 0' 14" OL  | 1904/10 | Upload foto                                                  |
| Arbeiderswoningen                                            | 1870-1890 |                               | Herenstraat 48a-50-52      | 52° 10' 23" NB, 5° 0' 11" OL  | 1904/11 | Upload foto                                                  |
| Buitenplaats Vroeglust met woonhuis en theekoepel            | 1748      |                               | Herenstraat 58             | 52° 10' 24" NB, 5° 0' 11" OL  | 1904/12 | Buitenplaats Vroeglust met woonhuis en theekoepel            |
| Winkel/woonhuis                                              | 1850-1900 |                               | Kerkbrink 25               | 52° 10' 20" NB, 5° 0' 11" OL  | 1904/13 | Winkel/woonhuis                                              |
| Winkel/woonhuis                                              | 1850-1900 |                               | Kerkbrink 27               | 52° 10' 20" NB, 5° 0' 11" OL  | 1904/14 | Winkel/woonhuis                                              |
| Catechisatie/bankgebouw                                      | 1895      |                               | Kerkplein naast 1          | 52° 10' 18" NB, 5° 0' 5" OL   | 1904/17 | Upload foto                                                  |
| Begraafplaats Oude begraafplaats met hek                     | 1829      |                               | Kerkplein bij 16           | 52° 10' 19" NB, 5° 0' 1" OL   | 1904/16 | Upload foto                                                  |
| Langhuisboerderij met zomerhuis                              | 18de eeuw |                               | Maarssenbroeksedijk 12     | 52° 9' 8" NB, 5° 1' 16" OL    | 1904/18 | Upload foto                                                  |
| Woonhuis                                                     | 1837      |                               | Marijkestraat 26           | 52° 10' 17" NB, 4° 59' 51" OL | 1904/19 | Woonhuis                                                     |
| Kaasbel                                                      | 1927      |                               | Markt ongenummerd          | 52° 10' 14" NB, 5° 0' 10" OL  | 1904/20 | Upload foto                                                  |
| Bakhuisje Rietveld sate                                      | 1860      |                               | Nieuweweg 2                | 52° 9' 40" NB, 5° 1' 30" OL   | 1904/49 | Meer afbeeldingen                                            |
| Langhuisboerderij Veldzicht                                  | 17de eeuw |                               | Oud Aa 32/34               | 52° 10' 49" NB, 4° 58' 19" OL | 1904/22 | Meer afbeeldingen                                            |
| Langhuisboerderij Boschzicht met zomerhuis/boenhok           | rond 1750 |                               | Oud Aa 40                  | 52° 10' 59" NB, 4° 58' 17" OL | 1904/23 | Meer afbeeldingen                                            |
| Dwarshuisboerderij met hek                                   | 1900-1925 |                               | Parallelweg 3              | 52° 8' 57" NB, 5° 0' 33" OL   | 1904/25 | Upload foto                                                  |
| Langhuisboerderij De Poel met zomerhuis                      | 1859      |                               | Stationsweg 3              | 52° 10' 17" NB, 5° 0' 6" OL   | 1904/28 | Langhuisboerderij De Poel met zomerhuis                      |
| Directiewoning, hek(2) en steenfabriek Vecht en Rhijn        | 18de eeuw |                               | Straatweg 3- 5             | 52° 9' 10" NB, 5° 1' 13" OL   | 1904/29 | Meer afbeeldingen                                            |
| Pastorie van de gereformeerde kerk                           | 1905      | Griffioen, A. (Breukelen)     | Straatweg 35               | 52° 10' 10" NB, 5° 0' 14" OL  | 1904/30 | Upload foto                                                  |
| 3 woonhuizen Noord, Midden, Zuidwijk                         | 1883      |                               | Straatweg 45/47/49         | 52° 10' 14" NB, 5° 0' 9" OL   | 1904/31 | 3 woonhuizen Noord, Midden, Zuidwijk                         |
| Villa Beekoever                                              | 1926      |                               | Straatweg 72               | 52° 10' 7" NB, 5° 0' 23" OL   | 1904/32 | Villa Beekoever                                              |
| Duifhuis                                                     | rond 1840 | Kramm, Chr.                   | Straatweg bij 72           | 52° 10' 7" NB, 5° 0' 23" OL   | 1904/33 | Upload foto                                                  |
| Villa De Kaap                                                | 1917      |                               | Straatweg 74               | 52° 10' 11" NB, 5° 0' 17" OL  | 1904/34 | Upload foto                                                  |
| Postkantoor met woning                                       | 1884      | Grampel, M. v.d./Santen, D.J. | Straatweg 90/Marktstraat 2 | 52° 10' 16" NB, 5° 0' 9" OL   | 1904/35 | Upload foto                                                  |
| Dwarshuisboerderij Vechtstroom                               | 1884-1911 |                               | Straatweg 125/125a         | 52° 10' 35" NB, 5° 0' 9" OL   | 1904/36 | Dwarshuisboerderij Vechtstroom                               |
| Landhuis Meeuwenhoek                                         | 1923      | Griffioen, A.                 | Straatweg 172              | 52° 10' 32" NB, 5° 0' 10" OL  | 1904/37 | Landhuis Meeuwenhoek                                         |
| Tolhuis en woonhuis Spoor- en Vechtzigt                      | 1842      |                               | Straatweg 174              | 52° 10' 34" NB, 5° 0' 10" OL  | 1904/51 | Tolhuis en woonhuis Spoor- en Vechtzigt                      |
| Watertoren                                                   | 1928      | J. Gerber (?)                 | Straatweg 187              | 52° 10' 48" NB, 5° 0' 15" OL  | 1904/38 | Watertoren                                                   |
| Waterhek waterhek van de voormalige buitenplaats Vechtstroom | 1810-1820 |                               | Straatweg 192              | 52° 10' 39" NB, 5° 0' 11" OL  | 1904/50 | Waterhek waterhek van de voormalige buitenplaats Vechtstroom |
| Villa De Mijlpaal                                            | rond 1930 |                               | Straatweg 238              | 52° 11' 1" NB, 5° 0' 22" OL   | 1904/39 | Villa De Mijlpaal                                            |
| Stoep                                                        | rond 1800 |                               | Watersteeg ongenummerd     |                               | 1904/44 | Upload foto                                                  |
| Stroloods met weegbrug                                       | 1890      |                               | Zandpad bij 45             | 52° 10' 25" NB, 5° 0' 15" OL  | 1904/46 | Upload foto                                                  |
| Langhuisboerderij Watervoor met zomerhuis                    | 1863      | Heerde, W. van                | Zandpad 47-47a             | 52° 10' 23" NB, 5° 0' 16" OL  | 1904/47 | Langhuisboerderij Watervoor met zomerhuis                    |

## Kockengen
De plaats Kockengen kent 9 gemeentelijke monumenten:
| Object                                                                        | Bouwjaar  | Architect | Locatie              | Coördinaten                  | Nr.     | Afbeelding                                                   |
| ----------------------------------------------------------------------------- | --------- | --------- | -------------------- | ---------------------------- | ------- | ------------------------------------------------------------ |
| Dwarshuisboerderij, v.m. gemeentehuis                                         | rond 1850 |           | Drie Stammenweg 1/1a | 52° 8' 55" NB, 4° 56' 56" OL | 1904/8  | Upload foto                                                  |
| Zaalkerk/pastorie Gereformeerde kerk                                          | 1879      |           | Nieuwstraat 12/14    | 52° 8' 54" NB, 4° 56' 51" OL | 1904/21 | Zaalkerk/pastorie Gereformeerde kerk                         |
| Dwarshuisboerderij met zomerhuis,hek enhooimijt                               | rond 1900 |           | Portengen 23         | 52° 8' 58" NB, 4° 58' 11" OL | 1904/26 | Dwarshuisboerderij met zomerhuis,hek enhooimijt              |
| Langhuisboerderij                                                             | 1883      |           | Spengen 3            | 52° 8' 59" NB, 4° 55' 39" OL | 1904/27 | Langhuisboerderij                                            |
| Zaalkerk O.L.Vr. ten Hemelopneming                                            | 1854      |           | Voorstraat 25        | 52° 8' 56" NB, 4° 56' 47" OL | 1904/40 | Zaalkerk O.L.Vr. ten Hemelopneming                           |
| Langhuisboerderij Nooit Volmaakt met zomerhuis, boenhok, veeschuur en kapberg | 1850-1880 |           | Wagendijk 9          | 52° 8' 28" NB, 4° 57' 14" OL | 1904/48 | Upload foto                                                  |
| Begraafplaats Katholieke begraafplaats met baarhuisje en hek                  | 1873      |           | Wagendijk 18         | 52° 8' 42" NB, 4° 57' 1" OL  | 1904/41 | Begraafplaats Katholieke begraafplaats met baarhuisje en hek |
| Dwarshuisboerderij Boomlust                                                   | 1826      |           | Wagendijk 63         | 52° 9' 2" NB, 4° 56' 33" OL  | 1904/42 | Upload foto                                                  |
| Grafmonument H.S. de Bruin                                                    | 1880      |           | Wagendijk 18         | 52° 8' 42" NB, 4° 57' 2" OL  | 1904/43 | Upload foto                                                  |

## Maarssen
De plaats Maarssen kent 20 gemeentelijke monumenten:
| Object                                                      | Bouwjaar  | Architect | Locatie                            | Coördinaten                 | Nr.         | Afbeelding                                         |
| ----------------------------------------------------------- | --------- | --------- | ---------------------------------- | --------------------------- | ----------- | -------------------------------------------------- |
| Herenhuis Vechtzicht                                        | 1880      |           | Binnenweg 42                       | 52° 8' 8" NB, 5° 2' 45" OL  | 1904/944001 | Herenhuis Vechtzicht                               |
| Herenhuis Zeerust                                           | 1880      |           | Binnenweg 44                       | 52° 8' 9" NB, 5° 2' 45" OL  | 1904/944002 | Herenhuis Zeerust                                  |
| Volkskoffiehuis Concordie, thans Café de Toren              | 1913      |           | Breedstraat 8-10                   | 52° 8' 25" NB, 5° 2' 22" OL | 1904/944003 | Volkskoffiehuis Concordie, thans Café de Toren     |
| Symmetrisch woonhuis                                        | 1700-1750 |           | Herengracht 10-11                  | 52° 8' 27" NB, 5° 2' 18" OL | 1904/944005 | Upload foto                                        |
| Langhuisboerderij Huys ten Halve                            | 17e eeuw  |           | Maarsseveensevaart 11              | 52° 8' 51" NB, 5° 3' 49" OL | 1904/944007 | Langhuisboerderij Huys ten Halve                   |
| Joodse begraafplaats                                        | 1755      |           | Machinekade bij 13b                | 52° 9' 18" NB, 5° 2' 33" OL | 1904/944010 | Upload foto                                        |
| Boerderij Snaefburg met hooiberg, bakhuis en schuur         | 1866      |           | Straatweg 13                       | 52° 8' 17" NB, 5° 2' 3" OL  | 1904/944011 | Upload foto                                        |
| Wilhelminakapel                                             | 1901      |           | Wilhelminaweg 7                    | 52° 8' 26" NB, 5° 2' 3" OL  | 1904/944012 | Wilhelminakapel                                    |
| Herenhuis (m.u.v. zijvleugels) in esemble met nr. 42 en 44. | 19e eeuw  |           | Binnenweg 40                       | 52° 8' 7" NB, 5° 2' 46" OL  | 1904/50301  | Upload foto                                        |
| Evert Stokbrug met brugwachterswoning                       | 1936      |           | Breedstraat 2                      | 52° 8' 26" NB, 5° 2' 22" OL | 1904/50302  | Evert Stokbrug met brugwachterswoning              |
| Voormalige Parnassijnsewoning                               | 17e eeuw  |           | Jodenkerksteeg 1                   | 52° 8' 32" NB, 5° 2' 21" OL | 1904/50313  | Upload foto                                        |
| Blokvormig herenhuis                                        | 19e eeuw  |           | Kerkweg 23                         | 52° 8' 17" NB, 5° 2' 30" OL | 1904/50314  | Blokvormig herenhuis                               |
| Herenhuis Poelwijk                                          | 19e eeuw  |           | Kerkweg 25                         | 52° 8' 17" NB, 5° 2' 29" OL | 1904/50315  | Herenhuis Poelwijk                                 |
| Woonhuis met Mansardedak                                    | 1876      |           | Kerkweg 29                         | 52° 8' 17" NB, 5° 2' 28" OL | 1904/50316  | Woonhuis met Mansardedak                           |
| Woonhuis vormt een geheel met nr. 41 De Hoge Stoep          | 1935      |           | Kerkweg 39                         | 52° 8' 17" NB, 5° 2' 21" OL | 1904/50317  | Woonhuis vormt een geheel met nr. 41 De Hoge Stoep |
| Dubbelwoonhuis met nr. 39                                   | 1935      |           | Kerkweg 41                         | 52° 8' 16" NB, 5° 2' 21" OL | 1904/50318  | Dubbelwoonhuis met nr. 39                          |
| Boerderij in ensemble Elsenburgh                            | 1870      |           | Klokjeslaan 2                      | 52° 8' 42" NB, 5° 2' 15" OL | 1904/50319  | Upload foto                                        |
| Langhuisboerderijen en bijgebouw Leeuw en Vecht             | 1880      |           | Straatweg 21                       | 52° 8' 33" NB, 5° 1' 52" OL | 1904/50322  | Upload foto                                        |
| Boerderij in ensemble het Slijk                             | 18e eeuw  |           | Straatweg 164                      | 52° 9' 5" NB, 5° 1' 59" OL  | 1904/50321  | Upload foto                                        |
| Voormalige tuinmanswoning De Kleine Marie                   | 19e eeuw  |           | Diependaalsedijk 50/Vondelstraat 1 | 52° 8' 34" NB, 5° 2' 16" OL | 1904/50323  | Upload foto                                        |

## Maarsseveen
De plaats Maarsseveen kent 1 gemeentelijk monument:
| Object                        | Bouwjaar | Architect | Locatie        | Coördinaten                | Nr.         | Afbeelding  |
| ----------------------------- | -------- | --------- | -------------- | -------------------------- | ----------- | ----------- |
| Dwarshuisboerderij Vrede Rust | 19e eeuw |           | Herenweg 21-23 | 52° 8' 39" NB, 5° 4' 3" OL | 1904/944006 | Upload foto |

## Nieuwer ter Aa
De plaats Nieuwer ter Aa kent 3 gemeentelijke monumenten:
| Object                         | Bouwjaar  | Architect | Locatie            | Coördinaten                   | Nr.     | Afbeelding           |
| ------------------------------ | --------- | --------- | ------------------ | ----------------------------- | ------- | -------------------- |
| Schoolmeesterswoning           | 1907      |           | Kerklaan 1         | 52° 11' 29" NB, 4° 58' 45" OL | 1904/15 | Schoolmeesterswoning |
| Langhuisboerderij De Oude Bouw | 17de eeuw |           | Oukoop 44          | 52° 11' 43" NB, 4° 58' 7" OL  | 1904/24 | Upload foto          |
| Pastorie                       | 1885      |           | Wilhelminastraat 3 | 52° 11' 27" NB, 4° 58' 41" OL | 1904/45 | Pastorie             |

## Oud-Zuilen
De plaats Oud-Zuilen kent 5 gemeentelijke monumenten:
| Object                                                        | Bouwjaar     | Architect | Locatie                | Coördinaten                 | Nr.        | Afbeelding                                                    |
| ------------------------------------------------------------- | ------------ | --------- | ---------------------- | --------------------------- | ---------- | ------------------------------------------------------------- |
| Rechterdeel woonhuis Swaenen Vecht                            | 17e eeuw     |           | Dorpsstraat 16a        | 52° 7' 39" NB, 5° 4' 14" OL | 1904/50303 | Rechterdeel woonhuis Swaenen Vecht                            |
| Woonhuis Vecht en Dijk, een geheel met nr. 19 (rijksmonument) |              |           | Dorpsstraat 21         | 52° 7' 42" NB, 5° 4' 10" OL | 1904/50304 | Woonhuis Vecht en Dijk, een geheel met nr. 19 (rijksmonument) |
| Gekoppeld woonhuis met nr. 64                                 | 18e-19e eeuw |           | Dorpsstraat 62         | 52° 7' 47" NB, 5° 4' 9" OL  | 1904/50305 | Gekoppeld woonhuis met nr. 64                                 |
| Gekoppeld woonhuis met nr. 62 Diedrichsteijn                  | 1620         |           | Dorpsstraat 64         | 52° 7' 48" NB, 5° 4' 9" OL  | 1904/50306 | Gekoppeld woonhuis met nr. 62 Diedrichsteijn                  |
| Gehele waterbouwkunding sluizencomplex m.u.v. molens          | 17e-18e eeuw |           | Nedereindsevaart bij 2 | 52° 8' 1" NB, 5° 3' 54" OL  | 1904/50320 | Upload foto                                                   |

## Tienhoven
De plaats Tienhoven kent 7 gemeentelijke monumenten:
| Object                                          | Bouwjaar | Architect | Locatie       | Coördinaten                 | Nr.         | Afbeelding                                      |
| ----------------------------------------------- | -------- | --------- | ------------- | --------------------------- | ----------- | ----------------------------------------------- |
| Langhuisboerderij                               | 18e eeuw |           | Looijdijk 83  | 52° 9' 51" NB, 5° 5' 5" OL  | 1904/814001 | Upload foto                                     |
| Langhuisboerderij                               | 18e eeuw |           | Heuvellaan 3  | 52° 9' 29" NB, 5° 5' 28" OL | 1904/50307  | Langhuisboerderij                               |
| T-huisboerderij Mariahoeve                      | 1910     |           | Heuvellaan 6  | 52° 9' 30" NB, 5° 5' 25" OL | 1904/50308  | T-huisboerderij Mariahoeve                      |
| Woonhuis Tempus Fugit (de tijd vliegt)          | 1895     |           | Heuvellaan 8  | 52° 9' 26" NB, 5° 5' 28" OL | 1904/50309  | Woonhuis Tempus Fugit (de tijd vliegt)          |
| Langhuisboerderij met bijgebouw (stenen schuur) | 1885     |           | Heuvellaan 9  | 52° 9' 26" NB, 5° 5' 30" OL | 1904/50310  | Langhuisboerderij met bijgebouw (stenen schuur) |
| Boerderij: voorhuis, vormt een geheel met nr. 9 | 1885     |           | Heuvellaan 9a | 52° 9' 26" NB, 5° 5' 30" OL | 1904/50311  | Upload foto                                     |
| Woonhuis met scheepswerf De Meijerij            | 1750     |           | Heuvellaan 12 | 52° 9' 18" NB, 5° 5' 42" OL | 1904/50312  | Woonhuis met scheepswerf De Meijerij            |